# Самур (станция)
Саму́р — железнодорожная станция Северо-Кавказской железной дороги в Дагестане.
Располагается на линии Махачкала — Дербент, в селе Самур.